# Tiurida
Tiurida är ett musikalbum från det folk/viking metal-bandet Falkenbach, släppt i januari 2011 genom Napalm Records. Tiurida betyder Ära. Albumet utgavs som jewelcase, digipak, limited edition, vinyl i tre varianter (guld, svart och vit) och digital nedladdning.

## Låtlista
1. "Intro" – 1:38
2. "...Where His Ravens Fly..." – 7:25
3. "Time Between Dog and Wolf" – 6:21
4. "Tanfana" – 5:32
5. "Runes Shall You Know" – 5:59
6. "In Flames" – 7:53
7. "Sunnavend" – 5:51
8. "Asaland" (bonusspår) – 4:06

Alla låtar skrivna av Vratyas Vakyas. Bonusspåret finns med på digipak, vinylalbumen och deluxe-versioner.

## Medverkande
Falkenbach
- Vratyas Vakyas (Markus Tümmers) – sång, div. instrument, text & musik

Bidragande musiker
- Tyrann (Philip Breuer) – sång
- Hagalaz (Patrick Damiani) – gitarr, keyboard
- Boltthorn (Michel Spithoven) – trummor
- Alboîn (Florian Dammasch) – basgitarr

Andra medverkande
- Vratyas Vakyas – producent
- Robin Schmidt – producent, mastering
- Patrick Damiani – mixning
- Florian Dammasch – layout
- Albert Bierstadt – omslag
- Christophe Szpajdel – logo